# Scala cromatica di Von Luschan

Distribuzione geografica delle diverse tipologie di pelle

La scala cromatica di Von Luschan (nota anche come scala Luschan) è un metodo di classificazione del colore della pelle umana ideato da Felix von Luschan.

## Strumentazione e impiego
La strumentazione utilizzata in questo tipo di classificazione è molto semplice: si compone infatti di 36 placche di vetro opaco di diverse tonalità da comparare con la pigmentazione della pelle degli individui studiati (la comparazione avviene con aree di pelle generalmente non esposte alla luce solare, come per esempio vicino alle ascelle).
Ampiamente usata nella prima metà del XX secolo, la scala Luschan si è però rivelata uno strumento scarsamente affidabile, poiché facilmente influenzabile dalla percezione individuale del singolo studioso (spesso capitava che lo stesso soggetto venisse classificato diversamente a seconda dello studioso che eseguiva la comparazione).
A partire dagli anni cinquanta questa scala è stata ampiamente abbandonata e rimpiazzata dagli spettrofotometri.

## Scala Fitzpatrick
Nel 1975, il dermatologo di Harvard Thomas B. Fitzpatrick introdusse l'omonima scala con lo scopo di descrivere il comportamento dei vari tipi di pelle quando vengono esposti alla luce solare. La scala Fitzpatrick identifica solo sei diversi tipi di pelle ed è strutturata come segue:
| Tipo | Scala Luschan | Descrizione                                 |
| ---- | ------------- | ------------------------------------------- |
| I    | 1–5           | Bianca o molto chiara                       |
| II   | 6–10          | Chiara o europea                            |
| III  | 11–15         | Chiara intermedia                           |
| IV   | 16–21         | Scura intermedia o mediterranea o olivastra |
| V    | 22–28         | Scura o marrone                             |
| VI   | 29–36         | Molto scura o nera                          |